# Моравска дивизија
Моравска дивизија је била дивизија Војске Кнежевине Србије, Војске Краљевине Србије и Југословенске војске, која је постојала од октобра 1878. године до Априлског рата 1941. године.
Учествовала је у Српско-бугарском рату (1885), Првом балканском рату (1912–1913), Другом балканском рату (1913), Првом светском рату (1914–1918) и Другом светском рату, односно Априлском рату (1941).

## Историјат

### Оснивање
Моравска дивизија је основана 6/18. октобра 1878. године, уредбом кнеза Милана Обреновића о Формацији целе војске. Тада је основан Моравски корпус са командом у Нишу, у чији састав су ушли Нишавска и Моравска дивизија. Штаб Моравске дивизије налазио се у Врању, а она је имала Врањску, Прокупљанску и Крушевачку окружну војску.

### Други балкански рат
Балканске ратове је Моравска дивизија окончала са укупно 12.500 војника избачених из строја (погинулих, умрлих од рањавања, колере, рањених и несталих). За заслуге у овим ратовима, Први пешадијски пук је одликован Карађорђевом звездом са мачевима IV степена, а 16. пешадијски пук Карађорђевом звездом са мачевима IV степена и Златном медаљом за храброст.
Златном медаљом за храброст и Карађорђевом звездом са мачевима IV степена одликован је и Други пешадијски пук.

## Састав

### Пукови
Моравска дивизија је бројала 4 пешадијска пука, артиљеријски и коњички пук, као и војну болницу:
- 1. пешадијски пук „Књаз Милош Велики“ - команда пука у Врању;
- 2. пешадијски пук „Књаз Михаило“ - команда пука у Нишу и Прокупљу;
- 3. пешадијски пук - команда пука у Пироту;
- 16. пешадијски пук „Цар Николај II“ - команда пука у Пироту;
- Моравски артиљеријски пук - команда пука у Нишу;
- Моравски коњички пук - команда пука у Нишу;
- Стална моравска војна болница - седиште код Ћеле-куле.

## Команданти

### Од 1878. до 1912. године
| Фотографија | Име и презиме   | Период |
| ----------- | --------------- | ------ |
|             | Петар Топаловић | 1885.  |

### Балкански ратови и Први светски рат (1912—1918)

#### Команданти Моравске дивизије I позива
| Фотографија | Име и презиме   | Период |
| ----------- | --------------- | ------ |
|             | Илија Гојковић  | 1914.  |
|             | Милан Туцаковић | 1914 - |

| Фотографија | Име и презиме      | Период     |
| ----------- | ------------------ | ---------- |
|             | Јован М. Јовановић |            |
|             | Илија Гојковић     | 1916- 1917 |

#### Команданти Моравске дивизије II позива
| Фотографија | Име и презиме    | Период |
| ----------- | ---------------- | ------ |
|             | Милован С. Недић | 1913.  |
|             | Љубомир Милић    |        |

#### Команданти Моравске дивизије III позива
| Фотографија | Име и презиме      | Период |
| ----------- | ------------------ | ------ |
|             | Милан Јорговановић |        |

### Међуратни период (1918—1941)
| Фотографија | Име и презиме | Период                                  |
| ----------- | ------------- | --------------------------------------- |
|             | Јосиф Костић  | 17. септембар 1923 - 30. децембар 1925. |